# Инцидент с молдавским МиГ-29 (1992)
Инцидент с молдавским МиГ-29 — случай с молдавским МиГ-29 во время конфликта в Приднестровье, когда самолёт попытались уничтожить средства ПВО 14-й российской армии, дислоцированной в зоне конфликта. По  данным российской стороны, самолёт был сбит. По данным молдавской стороны — ушёл на вынужденную посадку.

## Налёт на Парканы поздно вечером 22 июня 1992

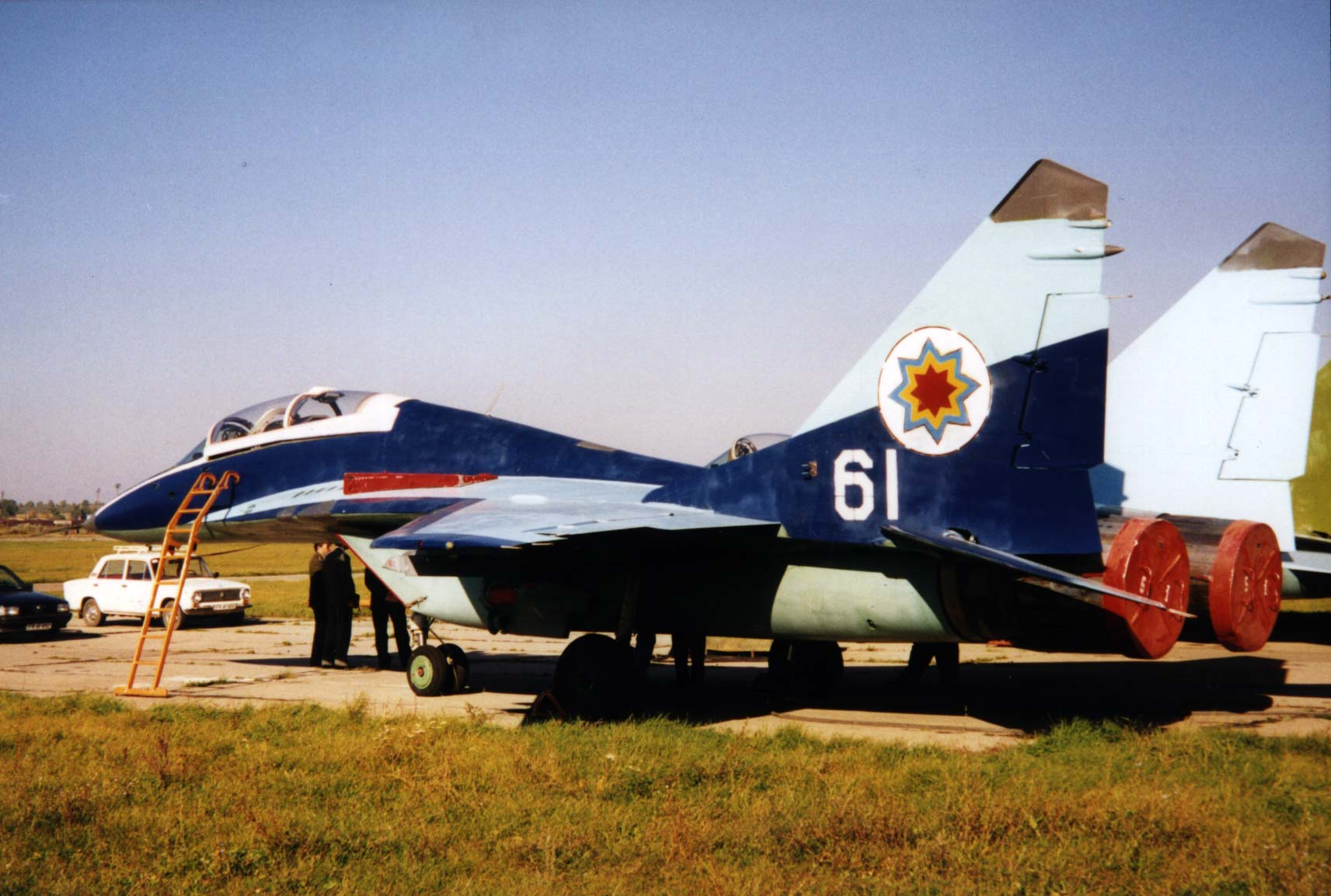
МиГ-29 молдавских ВВС, проданный США (1997 год)

Впервые Военно-воздушные силы Республики Молдова (без опознавательных знаков) были применены в ночь с 22 июня на 23 июня 1992 года во время боёв в Бендерах. Тогда перед ними была поставлена цель разрушить мост через Днестр между Бендерами и Тирасполем, чтобы отрезать Бендеры от левого берега Днестра. На задание были отправлены три самолёта МиГ-29 с двумя авиабомбами ОФАБ-250 на каждом. В бомбардировке моста приняло участие только два самолёта, было сброшено три бомбы. Одна бомба попала в Днестр в 400-х метрах от моста. Другая попала в жилой дом, недалеко от берега Днестра (жившая в нём семья покинула его после начала боевых действий 19 июня в соседнем г. Бендеры, став беженцами у родственников на Украине). Ещё две упали на близлежащее болгарское село Парканы.
Самолёты пошли на второй заход. Третья бомба попала в огород дома, где жили пенсионеры — участники Великой Отечественной войны. После этого самолёты улетели, так как второй самолёт засёк работу РЛС у села Терновка и отказался от бомбометания. Мост бомбили лётчики ВВС Республики Молдовы: майор Виталий Руссу, капитан Александр Дарануца, старшие лейтенанты Александр Попович и Святослав Небурак.

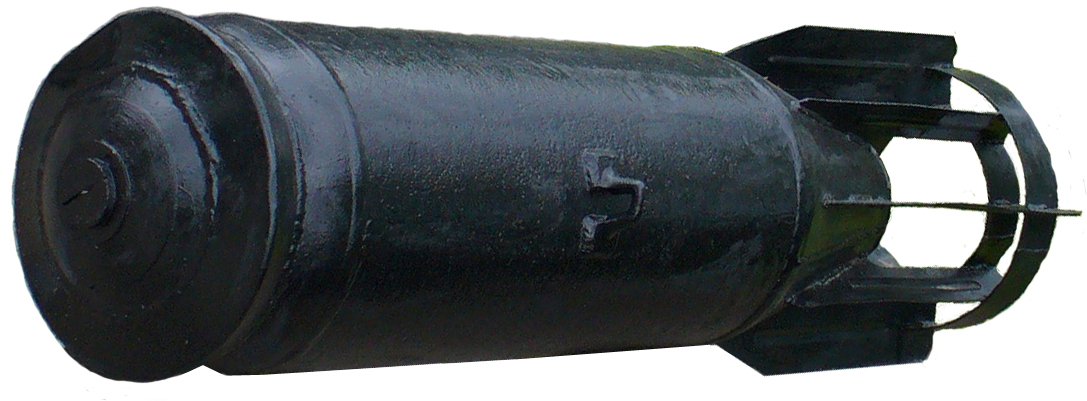

Из-за предпринятых мер предосторожности жертв не было, ветераны ночевали в подвале дома, как и все жители прифронтовых городов и сёл Приднестровья в те дни. Мост не пострадал, в огороде дома осталась глубокая воронка от попавшей бомбы, пострадали жилой дом и хозяйственные постройки. Бомбардировка вызвала панику в населённых пунктах возле Бендер.
Командование 14-й армии выразило протест молдавскому руководству и отдало приказ привести средства ПВО в боевую готовность.

## Налёт наБлижний Хуторутром 26 июня 1992
26 июня со стороны Республикой Молдова вновь был совершён налёт, теперь уже в направлении Тирасполя, на этот раз целью стал нефтяной терминал на Ближнем Хуторе. На задание были отправлены снова те же два МиГ-29, однако один из самолётов был обнаружен, затем, предположительно, сбит ЗРК «ОСА-АКМ», когда заходил на бомбометание над нефтебазой села Ближний Хутор. Осколки ракеты упали возле населённого пункта Гребеники на Украине, вблизи села Ближний Хутор.

## Последствия
В Кишинёве заявление российского командования категорически опровергли. Чтобы доказать, что самолёт был сбит, на правый берег Днестра к предполагаемому месту падения разведкой был совершён рейд. В штаб 14-й армии была доставлена его антенна.

Офицер, стрелявший в МиГ, был вынужден вначале принять присягу Приднестровья и остаться служить в гвардии ПМР вместе с приднестровским расчётом ЗРК, сформированным из резервистов ПВО, призванных городским военкоматом г. Тирасполь. Затем он уволился и уехал за пределы ПМР. Приднестровский расчёт российского ЗРК 14-й армии РФ был награждён в 1995 году приднестровскими орденами «За личное мужество». 
Молдавский лётчик Виталий Руссу, бомбивший мост между Бендерами и Парканами, был награждён в 2012 году орденом «Stefan cel Mare» (это высшая военная награда Республики Молдова).